# Józef Paczyński
Józef Paczyński (ur. 29 stycznia 1920 w Łękawicy, zm. 26 kwietnia 2015 w Krakowie) – polski inżynier mechanik, więzień niemieckich obozów koncentracyjnych KL Auschwitz-Birkenau (nr obozowy 121) i KL Mauthausen-Gusen.

## Życiorys
W czasie II wojny światowej, we wrześniu 1939 roku brał udział w polskiej wojnie obronnej, podczas której dostał się do niewoli niemieckiej pod Lublinem. Po ucieczce z niewoli na wiosnę 1940 roku podjął próbę przekroczenia granicy Generalnego Gubernatorstwa chcąc docelowo dotrzeć do Francji, gdzie formowała się polska armia na obczyźnie. Na granicy został zatrzymany przez Słowaków i przekazany policji ukraińskiej. Przebywał w niemieckich aresztach w Muszynie, Nowym Sączu i Tarnowie skąd został w pierwszym transporcie 728 polskich więźniów politycznych, deportowany 14 czerwca 1940 roku do obozu koncentracyjnego KL Auschwitz-Birkenau. W obozie Józef Paczyński był pracownikiem komanda fryzjerów, strzygł między innymi komendanta obozu Rudolfa Hössa. Józef Paczyński doczekał ewakuacji obozu w styczniu 1945 r. Przetrwał kilkudniowy marsz śmierci do Wodzisławia Śląskiego. Stamtąd przewieziony został do obozu w Melk, będącego filią KL Mauthausen. Pracował przy budowie sztolni. Wyzwolenia doczekał w maju 1945 r. w obozie w Ebensee, który również był filią obozu w Mauthausen.
Po zakończeniu działań wojennych uzyskał tytuł inżyniera mechanika i pracował między innymi jako dyrektor szkoły w Brzesku. Został bohaterem filmu dokumentalnego Koledzy. Portrety z pamięci w reż. Gabrieli Mruszczak, emitowanego w TVP Kraków.
Pochowany na Cmentarzu Rakowickim w Krakowie (część przy ul. Prandoty) (kw. LXXX-1/2-63/64 ).

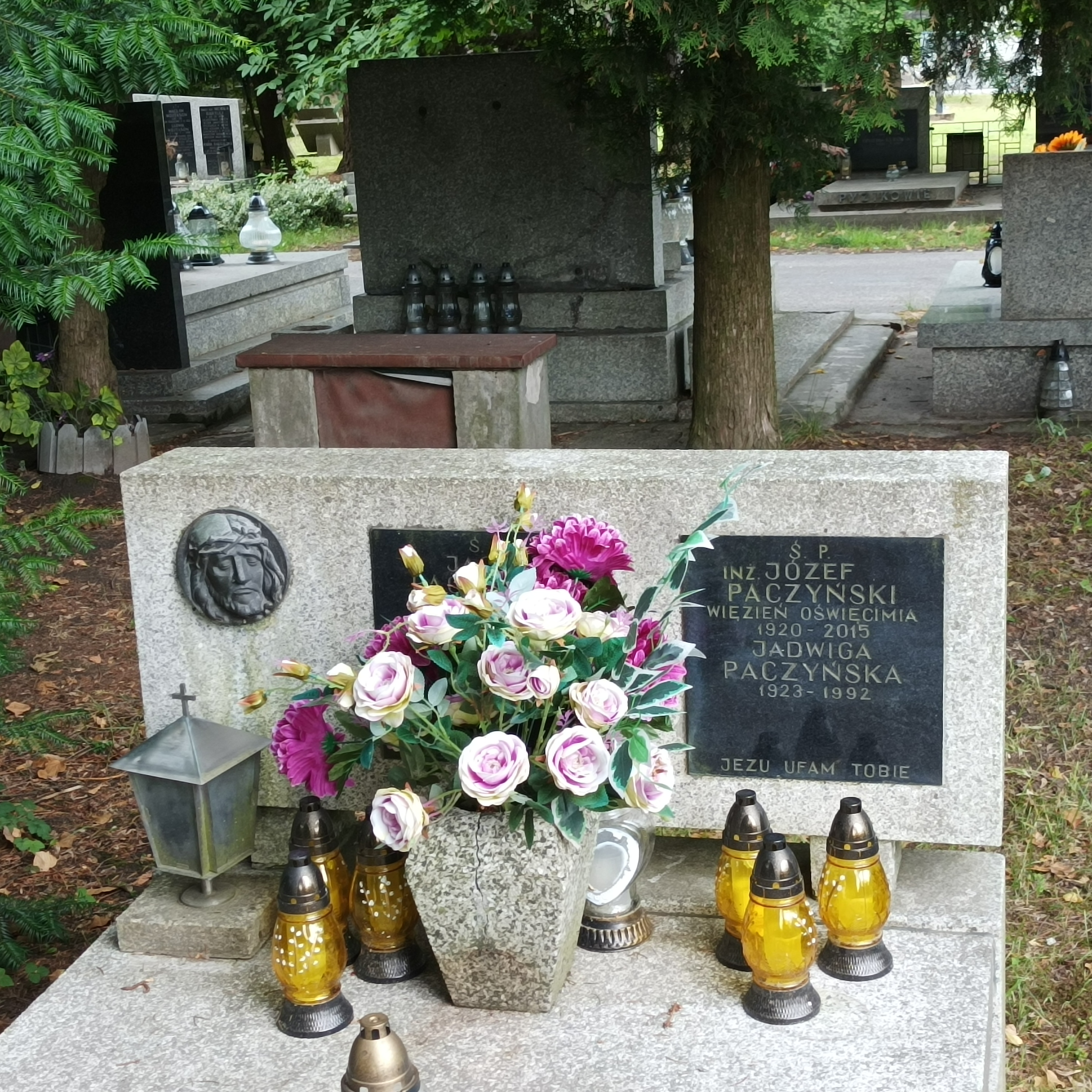
Grób Józefa Paczyńskiego na cmentarzu przy ul. Prandoty

## Wybrane odznaczenia
- Krzyż Komandorski Orderu Odrodzenia Polski (2 listopada 2000)[7][8]
- Order Zasługi Republiki Federalnej Niemiec[9]